# ウィリアム・ミラー
ジョージ・ウイリアム・ミラー（英語: George William Miller、1925年3月9日 - 2006年3月17日）は、アメリカ合衆国の政治家、実業家。ジミー・カーター政権で第11代アメリカ連邦準備制度理事会議長、第65代アメリカ合衆国財務長官などを歴任した。

## 生涯

### 生い立ち・青年時代
1925年3月9日にオクラホマ州サプルパに誕生する。その後、テキサス州ボージャーに移る。1945年に沿岸警備隊アカデミー卒業。同アカデミーで海洋工学を学んだミラーは、1949年まで沿岸警備隊士官として極東及びアメリカ西海岸で勤務した。
その後、カリフォルニア大学バークレー校に学び、1952年に同校のボールトホール法科大学院修了後は、ニューヨークのアメリカきっての法律事務所であるクラバス・スウェイン・アンド・ムーアに所属する。

### 実業家時代
1956年にテキストロン社に入社し、1957年に副社長を経て、1960年に社長に就任した。1968年にテクストロン社最高経営責任者（CEO）に就任。1974年に最高経営責任者兼会長に就任。FRBに移るまでこの地位にいた。また、この間、1963年から1965年にかけて、雇用機会均等に関する大統領産業諮問委員会議長。1966年から1967年まで全米慈善会議の委員を務めた。
ミラーのFRBでの最初のポストは、ボストン連邦準備銀行頭取であった。また、この時期にビジネス評議会やビジネス・ラウンド・デーブルのメンバー、全米事業家同盟協議会議長も務めた。

### FRB議長・財務長官時代
1978年3月8日にアーサー・バーンズの後任として、カーター政権のFRB議長に就任する。就任当初は実業界出身ということもあり、悪性インフレ撲滅のために積極的な利上げを行った。しかし、翌1979年年明け以降早急な利上げに反対する議員から議会で吊し上げに遭い、利下げに転じてしまった。1979年8月にポール・ボルカーに後任を譲り、FRB議長としては1年5ヶ月余りという極めて短期間の在任であった。政治的圧力に屈して利下げに転じたことから、FRB議長として低く評価されているが、前任のバーンズと違い積極的に利上げを行ったことにより、ボルカーによる利上げの地均しになったと評価する人もいる。他の多くの議長と違い中央銀行出身者で無く、政治経験も無かったため、金利政策以外の政策の重要性を看過し、金利政策にのみ固執してしまい適切な金融政策を実効できず、また政界工作の重要性を認識していなかったため短命に終わってしまった。
1979年8月にマイケル・ブルーメンソールの後任として財務長官に転じる。財務長官としては、経営危機に陥っていたアメリカの自動車大手クライスラーを救済するため、同社に対して15億ドルの政府融資保証を取りまとめた。クライスラーはこの融資によって回復し、1980年代始めには政府融資を完全返却するまでになった。
2006年3月17日夜に特発性肺線維症のため、ワシントンD.C.の自宅で死去した。81歳であった。